# David Drocco
David Hernán Drocco (n. Córdoba, Provincia de Córdoba, Argentina; 20 de enero de 1989) es un futbolista argentino Juega de volante en Quilmes, de la Primera Nacional.

## Carrera

### Inferiores
Drocco viajó desde Córdoba hasta Buenos Aires a los 11 años para jugar en las infantiles de Boca Juniors. En 2006, el juvenil de 17 años es cedido al Villarreal "B" de España, pero una lesión en la rodilla lo dejó sin jugar durante seis meses. Luego de 1 año y medio en el club europeo, regresó a Boca Juniors.

### Boca Juniors
Tras su paso fallido por el fútbol europeo, Drocco el 3 de mayo de 2009 debutó con la camiseta Azul y Oro. Ingresó a los 25 minutos del segundo tiempo por Leandro Gracián en la derrota por 2-3 frente a Banfield.

### Atlético Tucumán
Al no tener muchos minutos en el equipo de la Ribera, en 2009 es prestado a Atlético Tucumán, recién ascendido a la Primera División. Debutó con el Decano el 30 de agosto, ingresando a los 32 minutos del segundo tiempo por Diego Erroz en la derrota 2-4 contra Independiente. Drocco jugó varios partidos con el club norteño, pero sufrió el descenso a la Primera B Nacional.

### San Martín de San Juan
Finalizado su préstamo, Drocco estuvo 6 meses sin ser tenido en cuenta en Boca Juniors. En enero de 2011, San Martín de San Juan, equipo de la Primera B Nacional, se convierte en su nuevo equipo hasta junio del mismo año. En el Santo jugó pocos partidos, pero tuvo la posibilidad de ascender con el club a la máxima categoría.

### Sportivo Desamparados
Luego de su paso por San Martín de San Juan, Drocco se mantuvo en la provincia pero para jugar en Sportivo Desamparados, recién ascendido a la Primera B Nacional. En el Verdiblanco convirtió su primer gol el 29 de octubre en la goleada por 3-0 sobre Independiente Rivadavia. A pesar del descenso del club, Drocco dejó una buena imagen, jugando la mayoría de los partidos y convirtiendo 5 goles.

### Audax Italiano
Drocco finalmente quedó libre de Boca Juniors y decidió probar suerte en Audax Italiano, equipo de Chile. Debutó en suelo chileno el 7 de julio de 2012 en el empate 3-3 frente a Unión Española. Semanas después convirtió su primer gol frente a Santiago Wanderers.
Los primeros años el volante alternaba sus participaciones con la Primera y el equipo B. A partir del Torneo Apertura 2014, Drocco se convirtió en uno de los pilares del club, llegando a jugar en sus últimos 3 años alrededor de 80 partidos.

### Arsenal
Después de 5 años en el exterior, Drocco regresa al país para jugar en Arsenal. En el Arse juega 22 partidos pero desciende a la Primera B Nacional, por lo que solo se mantendría una temporada.

### Huracán
Drocco mantuvo la categoría, ya que Huracán se hizo de sus servicios. En el Globo no tuvo oportunidades y solo disputó 6 minutos ante Independiente.

### Quilmes
Tras varios meses sin jugar, a principios de 2019, Drocco se convirtió en refuerzo de Quilmes, equipo de la Primera B Nacional. Debutó el 2 de febrero en el empate a 1 frente a Temperley. Su primer gol con la camiseta del Cervecero fue contra Tigre el 18 de agosto, partido que terminó con victoria del equipo de Zona Sur por 1-2.

## Estadísticas

### Clubes
- Actualizado hasta el 26 de febrero de 2023.

| Boca Juniors Argentina | 1.ª                 | 2008-09             | 3   | 0  | -  | - | - | - | 3   | 0  | 0,00 |
| Boca Juniors Argentina | Total club          | Total club          | 3   | 0  | -  | - | - | - | 3   | 0  | 0,00 |
| Atlético Tucumán Argentina | 1.ª                 | 2009-10             | 15  | 0  | -  | - | - | - | 15  | 0  | 0,00 |
| Atlético Tucumán Argentina | Total club          | Total club          | 15  | 0  | 0  | 0 | - | - | 15  | 0  | 0,00 |
| San Martín (San Juan) Argentina | 2.ª                 | 2010-11             | 9   | 0  | -  | - | - | - | 9   | 0  | 0,00 |
| San Martín (San Juan) Argentina | Total club          | Total club          | 9   | 0  | -  | - | - | - | 9   | 0  | 0,00 |
| Sportivo Desamparados Argentina | 2.ª                 | 2011-12             | 33  | 5  | 0  | 0 | - | - | 33  | 5  | 0,15 |
| Sportivo Desamparados Argentina | Total club          | Total club          | 33  | 5  | 0  | 0 | - | - | 33  | 5  | 0,15 |
| Audax Italiano "B" · Chile | 2.ª                 | 2012                | 1   | 1  | -  | - | - | - | 1   | 1  | 1,00 |
| Audax Italiano "B" · Chile | 2.ª                 | 2013                | 3   | 1  | -  | - | - | - | 3   | 1  | 0,33 |
| Audax Italiano "B" · Chile | 2.ª                 | 2013-14             | 4   | 0  | -  | - | - | - | 4   | 0  | 0,00 |
| Audax Italiano "B" · Chile | Total club          | Total club          | 8   | 2  | -  | - | - | - | 8   | 2  | 0,25 |
| Audax Italiano · Chile | 1.ª                 | 2012                | 18  | 2  | 5  | 0 | - | - | 23  | 2  | 0,08 |
| Audax Italiano · Chile | 1.ª                 | 2013                | 0   | 0  | 1  | 0 | - | - | 1   | 0  | 0,00 |
| Audax Italiano · Chile | 1.ª                 | 2013-14             | 24  | 0  | 0  | 0 | - | - | 24  | 0  | 0,00 |
| Audax Italiano · Chile | 1.ª                 | 2014-15             | 30  | 0  | 9  | 3 | - | - | 39  | 3  | 0,07 |
| Audax Italiano · Chile | 1.ª                 | 2015-16             | 24  | 2  | 4  | 0 | - | - | 28  | 2  | 0,07 |
| Audax Italiano · Chile | 1.ª                 | 2016-17             | 24  | 1  | 7  | 0 | - | - | 31  | 1  | 0,03 |
| Audax Italiano · Chile | Total club          | Total club          | 120 | 5  | 26 | 3 | - | - | 146 | 8  | 0,05 |
| Arsenal Argentina | 1.ª                 | 2017-18             | 22  | 0  | 1  | 0 | - | - | 23  | 0  | 0,00 |
| Arsenal Argentina | Total club          | Total club          | 22  | 0  | 1  | 0 | - | - | 23  | 0  | 0,00 |
| Huracán Argentina | 1.ª                 | 2018-19             | 1   | 0  | 0  | 0 | - | - | 1   | 0  | 0,00 |
| Huracán Argentina | Total club          | Total club          | 1   | 0  | 0  | 0 | - | - | 1   | 0  | 0,00 |
| Quilmes Argentina | 2.ª                 | 2018-19             | 9   | 0  | -  | - | - | - | 9   | 0  | 0,00 |
| Quilmes Argentina | 2.ª                 | 2019-20             | 16  | 1  | -  | - | - | - | 16  | 1  | 0,06 |
| Quilmes Argentina | 2.ª                 | 2020                | 9   | 0  | -  | - | - | - | 9   | 0  | 0,00 |
| Quilmes Argentina | 2.ª                 | 2021                | 11  | 0  | -  | - | - | - | 11  | 0  | 0,00 |
| Quilmes Argentina | 2.ª                 | 2022                | 12  | 0  | 0  | 0 | - | - | 12  | 0  | 0,00 |
| Quilmes Argentina | Total club          | Total club          | 57  | 1  | 0  | 0 | - | - | 57  | 1  | 0,01 |
| Moralo · España | 5.ª                 | 2022-23             | 1   | 0  | -  | - | - | - | 1   | 0  | 0,00 |
| Moralo · España | Total club          | Total club          | 1   | 0  | -  | - | - | - | 1   | 0  | 0,00 |
| Total en su carrera | Total en su carrera | Total en su carrera | 267 | 13 | 27 | 3 | - | - | 294 | 16 | 0,05 |
| (1) Las copas nacionales se refiere a la Copa Argentina y a la Copa de la Superliga Argentina. (2) Las copas internacionales se refiere a la Copa Libertadores y a la Copa Sudamericana. (3) Media de goles por encuentro. No incluye goles en partidos amistosos. |                     |                     |     |    |    |   |   |   |     |    |      |